# كريس براون (لاعب كرة قدم مواليد 1971)
كريس براون (بالإنجليزية: Chris Brown)‏ هو لاعب كرة قدم ومدرب كرة قدم أمريكي في مركز الدفاع، ولد في 16 أغسطس 1971 في لندن في المملكة المتحدة. لعب مع ريتشموند كيكرز ونادي دالاس.